# Chalets de Mont-d'Arnaud
Les chalets de Mont-d'Arnaud sont des chalets situés à Broye, dans le département de Saône-et-Loire, en France.

## Présentation
Ces chalets datent du XIXe siècle et font l’objet d’une inscription au titre des monuments historiques en 1986.  